# Ousmane Issoufi Maïga
Ousmane Issoufi Maïga (* 1946 nahe Gao) war bis September 2007 Premierminister von Mali. Er wurde am 29. April 2004 zum Premierminister ernannt, nachdem er mehrere Ministerposten in den vorherigen Regierungen innehatte.
Issoufi studierte Wirtschaft an der Universität von Kiew und danach an der American University in Washington, D.C., wo er einen Abschluss in Banken- und Versicherungslehre machte. Er arbeitete für die Weltbank und im französischen Ministerium für Finanzen.
2002 wurde er Minister für Jugend und Sport in Mali und organisierte die in diesem Jahr dort stattfindende Fußball-Afrikameisterschaft.
Nach der Wahl von Amadou Toumani Touré zum Präsidenten von Mali wurde er am 14. Juni 2002 Mitglied der Regierung von Premierminister Ahmed Mohamed ag Hamani. Nach der Kabinettsumbildung am 16. Oktober desselben Jahres wurde er Minister für Verkehr und Infrastruktur.